# Modena Football Club 1965-1966
Questa pagina raccoglie le informazioni riguardanti il Modena Football Club nelle competizioni ufficiali della stagione 1965-1966.

## Rosa
| N. |                   | Ruolo | Calciatore          |
| -- | ----------------- | ----- | ------------------- |
|    | Italia (bandiera) | C     | Elio Abbati         |
|    | Italia (bandiera) | P     | Amos Adani          |
|    | Italia (bandiera) | D     | Francesco Aguzzoli  |
|    | Italia (bandiera) | A     | Bruno Balsimelli    |
|    | Italia (bandiera) | D     | Giuseppe Barucco    |
|    | Italia (bandiera) | C     | Gianpiero Benedetti |
|    | Italia (bandiera) | D     | Gianfranco Borsari  |
|    | Italia (bandiera) | D     | Giordano Cattani    |
|    | Italia (bandiera) | C     | Michele Chirico     |
|    | Italia (bandiera) | P     | Angelo Colombo      |
|    | Italia (bandiera) | A     | Oliviero Conti      |
|    | Italia (bandiera) | A     | Vincenzo Damiano    |
|    | Italia (bandiera) | A     | Luigi De Robertis   |

| N. |                      | Ruolo | Calciatore         |
| -- | -------------------- | ----- | ------------------ |
|    | Italia (bandiera)    | D     | Dario Dolci        |
|    | Italia (bandiera)    | D     | Giorgio Ferrari    |
|    | Italia (bandiera)    | C     | Gianni Goldoni     |
|    | Italia (bandiera)    | A     | Mario Iseppi       |
|    | Italia (bandiera)    | A     | Federico Jaconissi |
|    | Italia (bandiera)    | A     | Giorgio Mariani    |
|    | Argentina (bandiera) | A     | Rubén Merighi      |
|    | Italia (bandiera)    | C     | Giorgio Rognoni    |
|    | Cile (bandiera)      | A     | Jorge Toro         |
|    | Italia (bandiera)    | D     | Claudio Vellani    |
|    | Italia (bandiera)    | C     | Ettore Venturelli  |
|    | Italia (bandiera)    | C     | Zino Zani          |

## Risultati

### Serie B

#### Girone di andata
| 5 settembre 1965 1ª giornata | Trani | 1 – 1 | Modena |  |

| 12 settembre 1965 2ª giornata | Modena | 2 – 1 | Palermo |  |

| 19 settembre 1965 3ª giornata | Modena | 0 – 0 | Potenza |  |

| 26 settembre 1965 4ª giornata | Pisa | 1 – 0 | Modena |  |

| 3 ottobre 1965 5ª giornata | Modena | 1 – 3 | Messina |  |

| 10 ottobre 1965 6ª giornata | Alessandria | 0 – 0 | Modena |  |

| 17 ottobre 1965 7ª giornata | Modena | 0 – 2 | Lecco |  |

| 24 ottobre 1965 8ª giornata | Modena | 0 – 0 | Novara |  |

| 31 ottobre 1965 9ª giornata | Monza | 1 – 0 | Modena |  |

| 7 novembre 1965 10ª giornata | Modena | 0 – 0 | Mantova |  |

| 14 novembre 1965 11ª giornata | Verona | 1 – 0 | Modena |  |

| 21 novembre 1965 12ª giornata | Genoa | 1 – 0 | Modena |  |

| 28 novembre 1965 13ª giornata | Modena | 0 – 0 | Reggiana |  |

| 5 dicembre 1965 14ª giornata | Pro Patria | 0 – 0 | Modena |  |

| 19 dicembre 1965 15ª giornata | Modena | 2 – 2 | Catanzaro |  |

| 26 dicembre 1965 16ª giornata | Modena | 1 – 0 | Reggina |  |

| 2 gennaio 1966 17ª giornata | Livorno | 4 – 2 | Modena |  |

| 9 gennaio 1966 18ª giornata | Modena | 1 – 1 | Venezia |  |

| 16 gennaio 1966 19ª giornata | Padova | 0 – 0 | Modena |  |

#### Girone di ritorno
| 6 febbraio 1966 20ª giornata | Modena | 0 – 0 | Trani |  |

| 13 febbraio 1966 21ª giornata | Palermo | 1 – 1 | Modena |  |

| 20 febbraio 1966 22ª giornata | Potenza | 1 – 1 | Modena |  |

| 27 febbraio 1966 23ª giornata | Modena | 1 – 2 | Pisa |  |

| 6 marzo 1966 24ª giornata | Messina | 0 – 0 | Modena |  |

| 20 marzo 1966 25ª giornata | Modena | 4 – 0 | Alessandria |  |

| 27 marzo 1966 26ª giornata | Lecco | 2 – 1 | Modena |  |

| 3 aprile 1966 27ª giornata | Novara | 1 – 1 | Modena |  |

| 10 aprile 1966 28ª giornata | Modena | 0 – 0 | Monza |  |

| 17 aprile 1966 29ª giornata | Mantova | 0 – 0 | Modena |  |

| 24 aprile 1966 30ª giornata | Modena | 1 – 1 | Verona |  |

| 1º maggio 1966 31ª giornata | Modena | 1 – 1 | Genoa |  |

| 8 maggio 1966 32ª giornata | Reggiana | 1 – 1 | Modena |  |

| 15 maggio 1966 33ª giornata | Modena | 4 – 0 | Pro Patria |  |

| 22 maggio 1966 34ª giornata | Catanzaro | 0 – 0 | Modena |  |

| 29 maggio 1966 35ª giornata | Reggina | 0 – 1 | Modena |  |

| 5 giugno 1966 36ª giornata | Modena | 1 – 1 | Livorno |  |

| 12 giugno 1966 37ª giornata | Venezia | 2 – 3 | Modena |  |

| 19 giugno 1966 38ª giornata | Modena | 1 – 1 | Padova |  |

## Statistiche

### Statistiche di squadra
| Competizione | Punti | In casa | In casa | In casa | In casa | In casa | In casa | In trasferta | In trasferta | In trasferta | In trasferta | In trasferta | In trasferta | Totale | Totale | Totale | Totale | Totale | Totale | DR |
| Competizione | Punti | G       | V       | N       | P       | Gf      | Gs      | G            | V            | N            | P            | Gf           | Gs           | G      | V      | N      | P      | Gf     | Gs     | DR |
| ------------ | ----- | ------- | ------- | ------- | ------- | ------- | ------- | ------------ | ------------ | ------------ | ------------ | ------------ | ------------ | ------ | ------ | ------ | ------ | ------ | ------ | -- |
| Serie B      | 35    | 19      | 4       | 12      | 3       | 20      | 15      | 19           | 2            | 11           | 6            | 12           | 17           | 38     | 6      | 23     | 9      | 32     | 32     | 0  |
| Coppa Italia |       | 1       | 1       | 0       | 0       | 1       | 0       | 1            | 0            | 0            | 1            | 0            | 2            | 2      | 1      | 0      | 1      | 1      | 2      | -1 |
| Totale       |       | 20      | 5       | 12      | 3       | 21      | 15      | 20           | 2            | 11           | 7            | 12           | 19           | 40     | 7      | 23     | 10     | 33     | 34     | -1 |

### Statistiche dei giocatori
| Giocatore      | Serie B  | Serie B | Coppa Italia | Coppa Italia | Totale   | Totale |
| Giocatore      | Presenze | Reti    | Presenze     | Reti         | Presenze | Reti   |
| -------------- | -------- | ------- | ------------ | ------------ | -------- | ------ |
| E. Abbati      | 6        | 0       | 1            | 0            | 7        | 0      |
| A. Adani       | 1        | -3      | -            | -            | 1        | -3     |
| F. Aguzzoli    | 25       | 0       | 1            | 0            | 26       | 0      |
| B. Balsimelli  | 24       | 2       | 2            | 0            | 26       | 2      |
| G. Barucco     | 30       | 0       | 1            | 0            | 31       | 0      |
| G. Benedetti   | 2        | 0       | -            | -            | 2        | 0      |
| G. Borsari     | 30       | 0       | 2            | 0            | 32       | 0      |
| G. Cattani     | 28       | 0       | 2            | 0            | 30       | 0      |
| M. Chirico     | 18       | 0       | -            | -            | 18       | 0      |
| A. Colombo     | 37       | -29     | 2            | -2           | 39       | -31    |
| O. Conti       | 27       | 9       | -            | -            | 27       | 9      |
| V. Damiano     | 14       | 4       | -            | -            | 14       | 4      |
| L. De Robertis | 22       | 2       | 1            | 0            | 23       | 2      |
| D. Dolci       | 1        | 0       | -            | -            | 1        | 0      |
| G. Ferrari     | 8        | 0       | -            | -            | 8        | 0      |
| G. Goldoni     | 6        | 0       | -            | -            | 6        | 0      |
| M. Iseppi      | 14       | 3       | 1            | 0            | 15       | 3      |
| F. Jaconissi   | 6        | 0       | 1            | 0            | 7        | 0      |
| G. Mariani     | 2        | 0       | -            | -            | 2        | 0      |
| R. Merighi     | 34       | 5       | 1            | 0            | 35       | 5      |
| G. Rognoni     | 15       | 3       | 2            | 1            | 17       | 4      |
| J. Toro        | 11       | 2       | -            | -            | 11       | 2      |
| C. Vellani     | 19       | 1       | 2            | 0            | 21       | 1      |
| E. Venturelli  | 16       | 0       | 2            | 0            | 18       | 0      |
| Z. Zani        | 22       | 1       | 2            | 0            | 24       | 1      |